# الضوء والفضاء (فن)

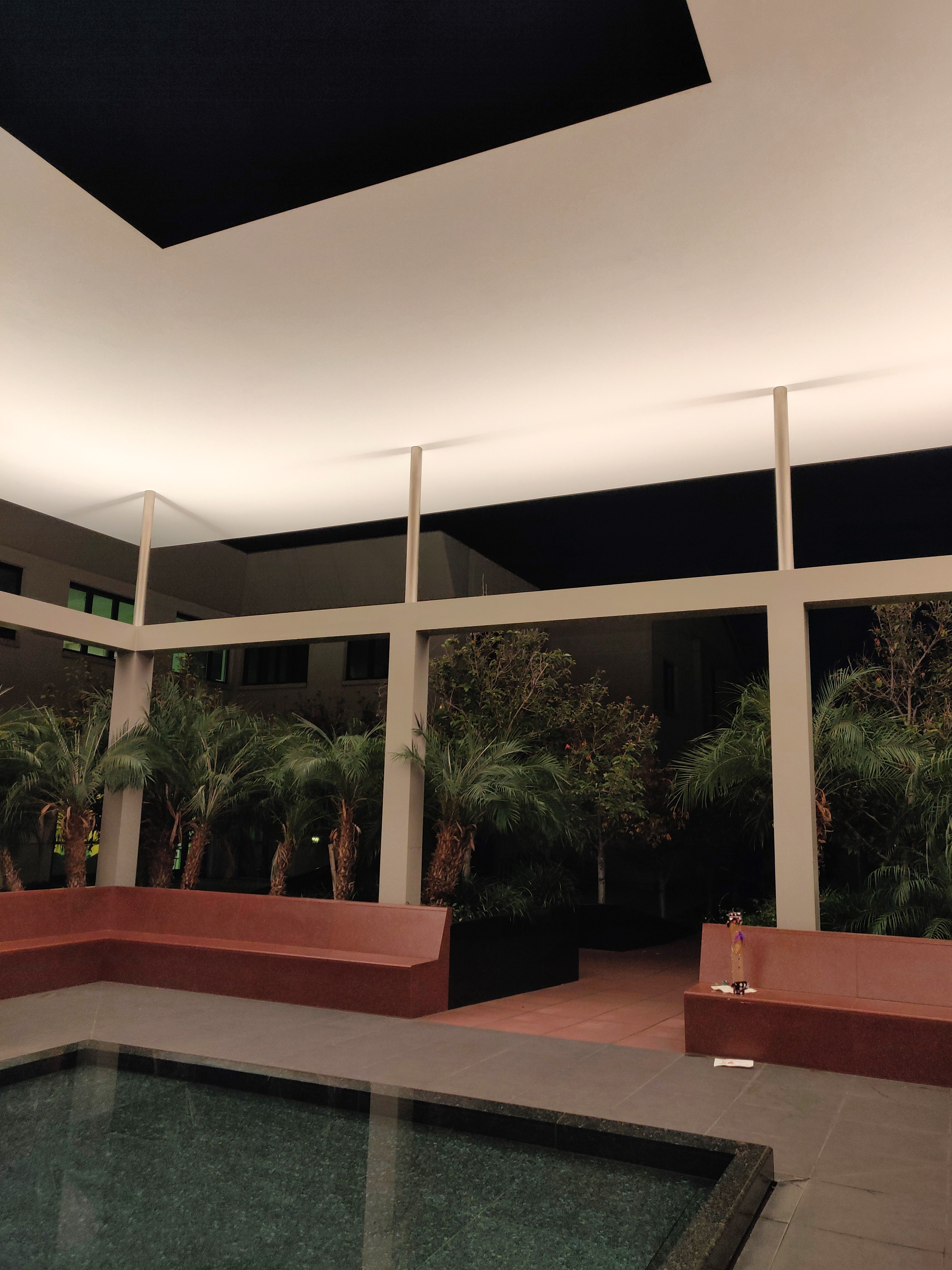

الضوء والفضاء (بالإنجليزية: Light and Space)‏ هي حركة فنية حالية نشأت في ولاية كاليفورنيا في أواخر الستينات وأوائل السبعينات، والتي تتألف إلى حد كبير من فن خالي من الموضوع، وتعتمد على إعداد وتركيب بيئات غامرة منمذجة بواسطة الضوء. مثلا تسعى أعمال روبرت إيروين وجيمس توريل، إقامة علاقات تربط هذه الحركة مع الاتجاهات السابقة، مثل التقليلية وما بعد التجريدية، ونقاط الانطلاق الفينومنولوجية المشتركة.